# Held Glacier
Held Glacier är en glaciär i Antarktis. Den ligger i Västantarktis. Nya Zeeland gör anspråk på området. Held Glacier ligger 1 563 meter över havet.
Terrängen runt Held Glacier är varierad.  Trakten är obefolkad. Det finns inga samhällen i närheten. 